# Reattore nucleare UNGG
Un reattore nucleare UNGG (dal francese: Uranium Naturel Graphite Gaz, in italiano: Uranio Naturale Grafite Gas) è un modello di reattore nucleare a fissione della tipologia a gas (GCR), che utilizza l'uranio naturale (NU) come combustibile nucleare, la grafite come moderatore e l'anidride carbonica come fluido refrigerante.
I reattori UNGG sono stati sviluppati dai francesi e solo 9 reattori "di potenza" sono stati realizzati, otto in Francia e uno in Spagna, poi questo modello fu abbandonato a profitto dei reattori PWR. I reattori GCR, poco compatti e di una debole potenza – 500 MWe al massimo, sono progressivamente scomparsi in Francia, Spagna, Italia e Giappone. Secondo il database PRIS, al 31/12/2017, vi sono nel mondo 14 reattori nucleari GCR operativi (tutti AGR) e 38 reattori nucleari GCR dismessi (9 UNGG, 28 MAGNOX e 1 AGR). Al 2018, secondo il database PRIS, i 14 reattori GCR-AGR ancora presenti nel Regno Unito rappresentano il 3,10% dei reattori mondiali e l'1,95% della capacità mondiale di produzione nucleare.

## Storia
La filiera francese dei reattori UNGG è stata sviluppata congiuntamente dal CEA e da EDF dopo la seconda guerra mondiale, fino al suo abbandono nel 1969 a profitto della filiera dei reattori ad acqua leggera pressurizzata (PWR), sviluppata in seguito su licenza Westinghouse. Negli anni 1950 e '60, 11 reattori UNGG furono costruiti, 10 in Francia e 1 in Spagna.
La scelta della grafite piuttosto che dell'acqua pesante come moderatore, allora che le pile costruite fino a quel momento ("Zoé", "EL2") impiegavano questo liquido, è principalmente una scelta economica. In effetti, dagli anni 1950, della grafite sufficientemente pura era stata prodotta dal CEA in collaborazione con Pechiney, ad un costo molto inferiore a quello dell'acqua pesante. Una ragione politica motiva inoltre questa scelta, molti dei ricercatori che avevano lavorato sulle pile ad acqua pesante erano comunisti (tra cui Frédéric Joliot-Curie, alto-commissario del CEA dal 1945 al 1950) e si opponevano alla fabbricazione della bomba atomica e quindi scegliere la filiera a grafite permetteva di escluderli dal programma industriale del CEA.
La prima generazione di reattori comprende quelli messi a punto negli anni 1950 ed operativi prima degli anni 1970. Durante questo periodo, la Francia, che non disponeva ancora della tecnologia per l'arricchimento dell'uranio, ha sviluppato un proprio modello di reattore utilizzando l'uranio naturale come combustibile nucleare (UNGG).
Il reattore nucleare "G1" è stato il primo reattore nucleare ad essere operativo in Francia e nell'Europa occidentale nel 1956 (il G1 ha la prima reazione nucleare il 7 gennaio e il Calder Hall-1 il 1º maggio); mentre la centrale nucleare di Chinon è stata la prima centrale nucleare operativa in Francia.
Altri due modelli di reattore nucleare a gas furono sviluppati dagli inglesi, il MAGNOX e la sua evoluzione AGR (ad uranio arricchito); essi hanno avuto più successo con 14 reattori operativi (tutti AGR nel Regno Unito) e 29 reattori dismessi (1 AGR, 26 MAGNOX nel Regno Unito, 1 in Giappone e 1 in Italia) al 31/12/2017.
I reattori nucleari UNGG e MAGNOX sono considerati reattori di I generazione, mentre i reattori AGR sono considerati reattori di II generazione.

### I reattori UNGG del CEA

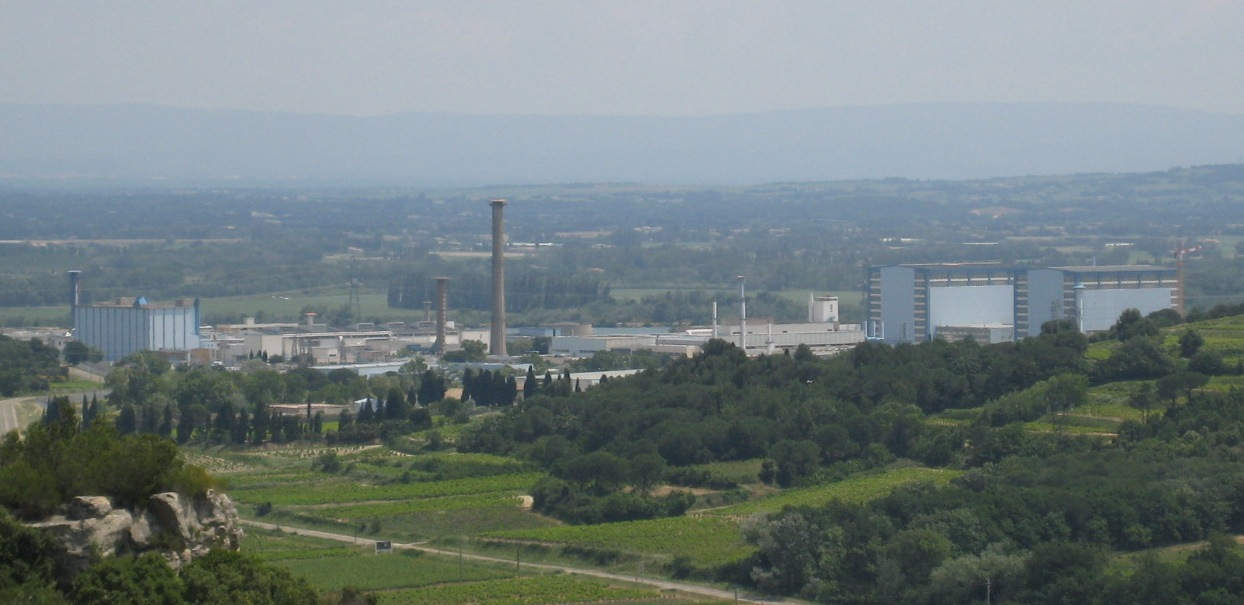
I 2 reattori UNGG (G2 e G3) sul sito nucleare di Marcoule (a destra, cuboidi).

Il 24 luglio 1952, il primo piano quinquennale dell'energia nucleare è votato all'Assemblée nationale. Il CEA si vede attribuire un budget di 37,7 miliardi di vecchi franchi (pari a 818 milioni di € del 2017) per costruire due pile a grafite ("Zoé", "EL2") e uno stabilimento per l'estrazione del plutonio ("UP1"). Il plutonio prodotto, anche se era di tipo militare, era presentato come il combustibile nucleare del futuro, garante dell'indipendenza energetica del paese, che sarà utilizzato nella successiva generazione di reattori autofertilizzanti.
Una "Direzione Industriale" è creata all'interno del CEA per supervisionare la costruzione delle pile a plutonio. Il reattore "G1", molto simile alla pila statunitense di Brookhaven ("BGRR"), che gli scienziati del CEA avevano visitato, ha la prima reazione nucleare il 7 gennaio 1956 dopo un anno e mezzo di lavori. L'aggiunta di un sistema di recupero dell'energia termica del reattore, azionante un gruppo turboalternatore di 5 MW, non fu proposto che durante l'ultima fase della sua progettazione da EDF, che vedeva così l'opportunità di inserirsi nella filiera nucleare, fino al momento di competenza esclusiva del CEA. Così, all'inizio di ottobre 1956, il reattore G1 produsse dell'elettricità. Meno di due mesi dopo le pile britanniche di Calder Hall.
I due reattori seguenti, "G2" e "G3", hanno la loro prima reazione nucleare rispettivamente il 21 luglio 1958 e l'11 giugno 1959 e sono collegati alla rete ed entrano in servizio commerciale il 22 aprile 1959 e il 4 aprile 1960. Refrigerati ad anidride carbonica sotto pressione (a differenza del "G1" che era refrigerato ad aria), essi sono più potenti del "G1" e costituirono la testa di serie della filiera elettrogena futura.

### I reattori UNGG di EDF
(Charles de Gaulle, Discours du 14 juin 1960 du général de Gaulle sur l'évolution vers l'indépendance des TOM)
Chinon

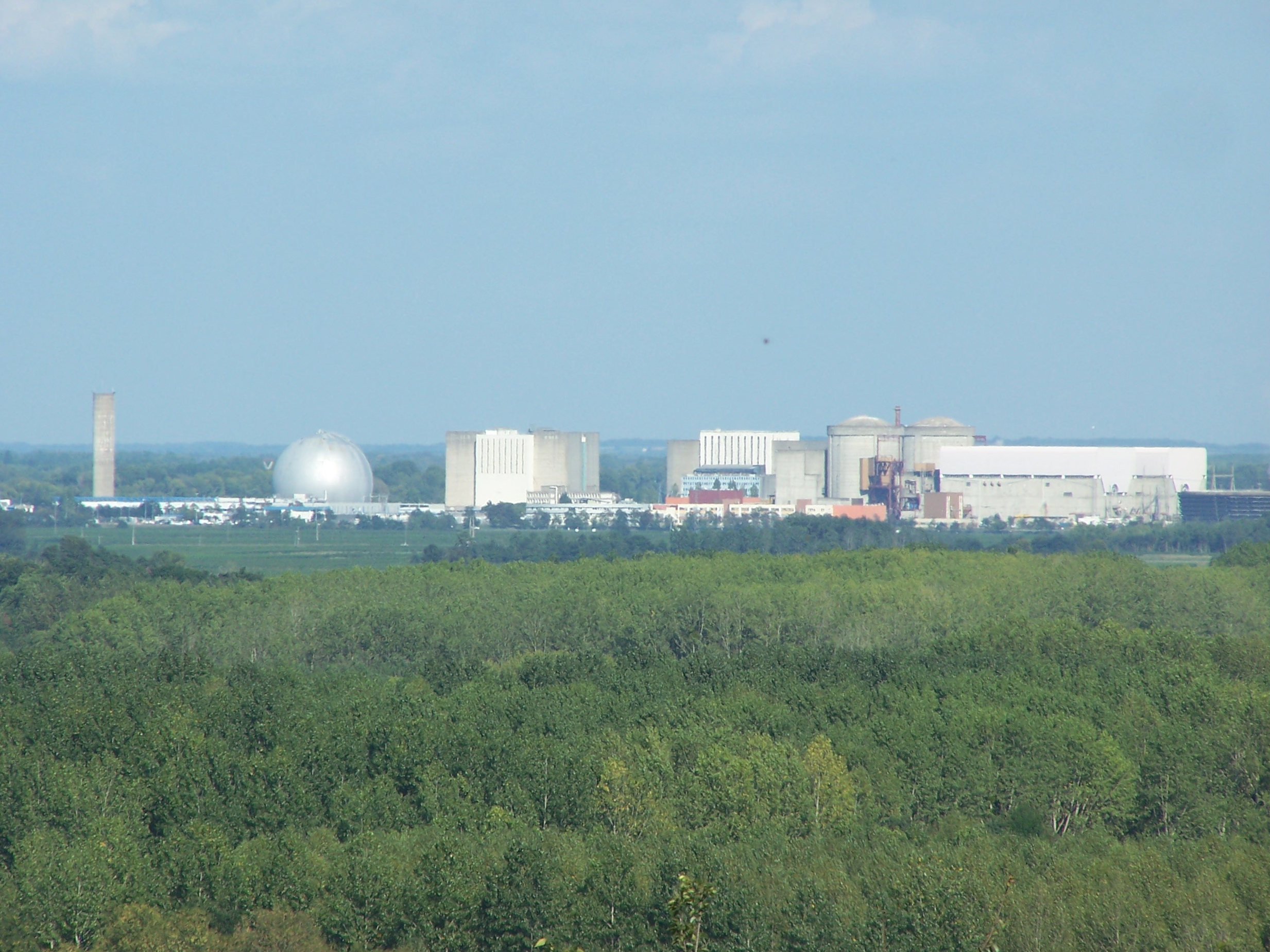
I 3 reattori UNGG della centrale nucleare di Chinon (a sinistra il primo sferico e al centro gli altri due cuboidi) e 2 dei 4 reattori PWR (a destra, cilindrici a cupola).

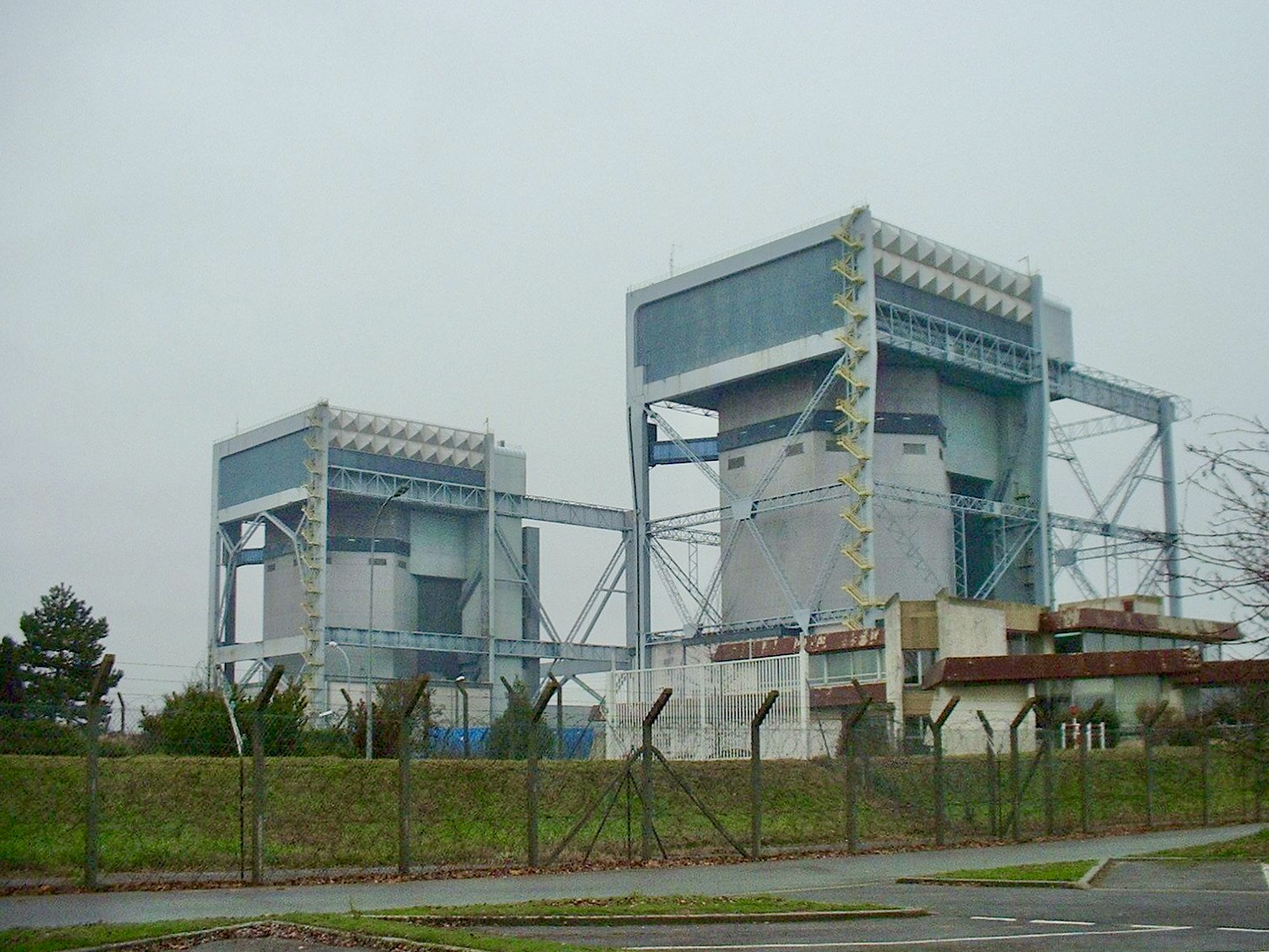
I due reattori UNGG della centrale nucleare di Saint-Laurent.

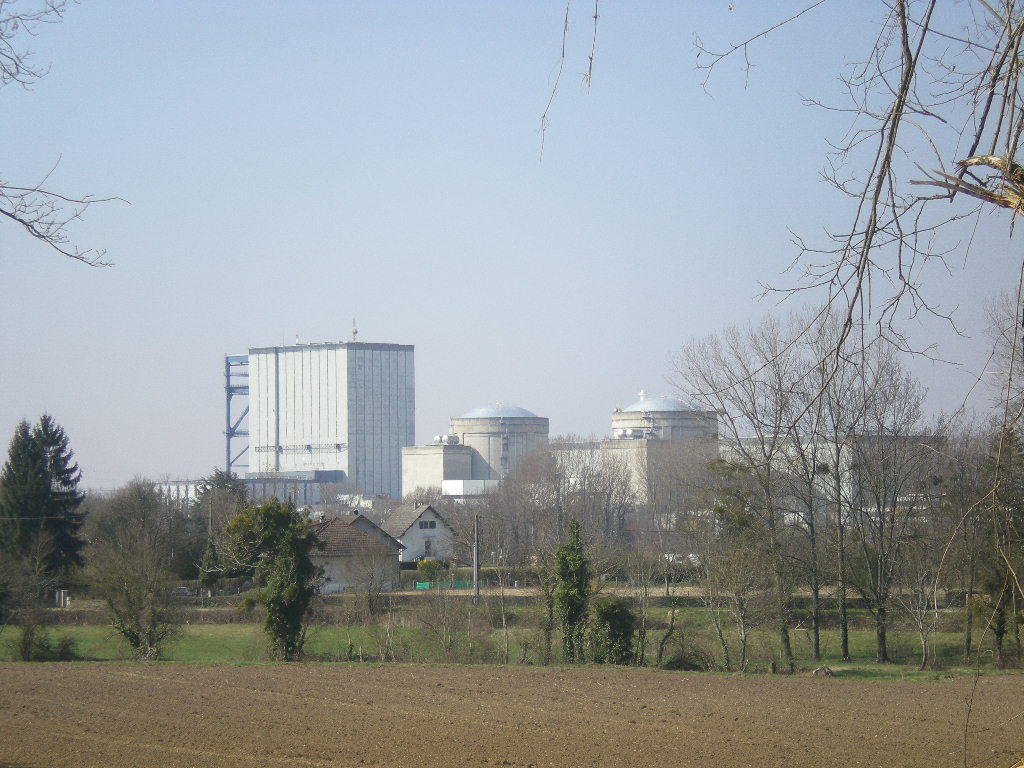
Il reattore UNGG della centrale nucleare del Bugey (a sinistra, cuboide) e 2 dei 4 reattori PWR (a destra, cilindrici a cupola).

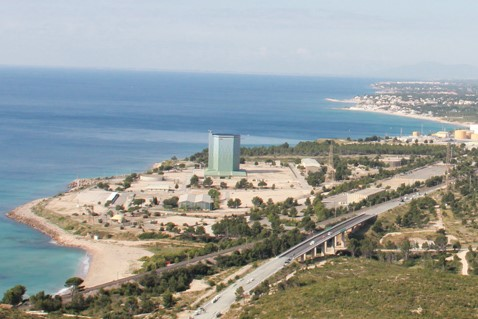
Il reattore UNGG della centrale nucleare di Vandellòs (al centro, in smantellamento).

Dopo il successo dei reattori sperimentali di Marcoule, EDF è incaricata di mettere in opera il programma nucleare francese con dei reattori dello stesso tipo. Piuttosto che fare appello all'industria, con il trasferimento di competenze, come aveva fatto il CEA per i reattori "G2" e "G3", EDF decide di costruire i propri reattori. Al fine di diminuirne i costi, ogni centrale è divisa in diversi lotti sottomessi a concorso al fine di ridurre l'industria al semplice ruolo di fornitore. Il progetto proposto dal CEA, basato sul "G2", è ampiamente modificato per ottimizzarne la produzione di elettricità. Così, gli scambiatori di calore sono posti accanto al reattore, il cassone in calcestruzzo armato precompresso che racchiudeva il reattore è sostituito da un cassone in acciaio più economico e la capacità di ricarica in marcia è abbandonata. Ma, allora che il cantiere è nella fase finale, il serbatoio nucleare si fissura il 13 febbraio 1959 a causa della scelta di una lega metallica inadeguata. Questo incidente causa tre anni di ritardi per il reattore "EDF1", che entrerà in servizio nel giugno 1963. Questo primo fallimento è il risultato delle scelte di EDF, che nel tentativo di far diminuire i costi, prende dei rischi.
Per raggiungere più rapidamente la competitività, l'azienda nazionale lancia dei prototipi di potenza crescente tutti i 18 mesi, basandosi sulle costruzioni dei precedenti reattori e senza attendere che essi siano in servizio. Così, la costruzione dei reattori successivi nella centrale nucleare di Chinon, molto differenti gli uni dagli altri, comincia allora che il precedente ("EDF1") non è ancora terminato. Per il prototipo seguente, EDF propone nel 1956 un reattore da 100 MWe poi aumenta il volume del reattore e la potenza a 167 MWe per soddisfare i bisogni in plutonio del CEA, cosa che però non piace al CEA perché una maggiore potenza significa un flusso di neutroni più intenso che renderebbe più difficile l'estrazione del plutonio di qualità militare. Alla fine, nel 1958, la scelta è fissata su un reattore da 250 MWe ma che sarà utilizzato a 175 MWe per facilitare la produzione del plutonio. "EDF2", due volte più costoso (30 miliardi di franchi) ma tre volte più potente del suo predecessore, impiega anch'esso un cassone in acciaio ma di forma cilindrica e non più sferica. Il reattore "EDF2" ha la prima reazione nucleare il 17 agosto 1964, ma è connesso alla rete elettrica solamente nel marzo dell'anno seguente a causa di problemi con l'estrattore di calore.
Il cantiere di "EDF3" comincia nel 1961 e reintroduce l'uso del calcestruzzo armato precompresso per il cassone ma con un rivestimento metallico isolante termico. Lo stesso compromesso che per il precedente limita la potenza annunciata di "EDF3", costruito per 500 MWe, a 375 MWe. In questo modo il CEA fa familiarizzare EDF con la tecnica, ma conserva un margine di manovra. Quando "EDF3" ha la prima reazione nucleare, il 1º marzo 1966, Chinon è la centrale nucleare la più potente al mondo, ma, il 10 ottobre, il reattore dovrà essere fermato per 10 mesi per sostituire i detettori di rottura di guaina e gli scambiatori di calore. In seguito la sua potenza dovrà essere limitata fino al 1970. Questi contrattempi sono dei fallimenti gravi per EDF e per la politica di indipendenza nazionale del Presidente de Gaulle, inoltre essi ritardano la consegna del plutonio militare e quindi lo sviluppo della force de frappe. Lo stesso anno la denominazione "EDF" è abbandonata, i reattori diventano "Chinon-1, 2 e 3".
Saint-Laurent e Bugey
Il CEA desiderava basare l'avvenire dei reattori UNGG sul modello "Chinon-3" ("EDF3") progressivamente migliorato che permetteva di proseguire il doppio uso del parco nucleare: civile e militare. In effetti, a seguito di una serie di accordi siglati all'inizio degli anni 1960, EDF deve irradiare una parte del combustibile nucleare dei suoi reattori di Chinon secondo dei criteri precisi definiti dal CEA, che li compra. EDF, per il quale la competitività ha la priorità, non è d'accordo e decide un progetto radicalmente differente per aumentarne la durata di vita e quindi il periodo di ammortizzamento delle sue future centrali. Questo nuovo progetto si esprime con "SL-1" ("EDF4"), il cui cantiere comincia allora che "Chinon-1" ("EDF1) è appena entrato in servizio. Il nuovo reattore non sarà più potente del precedente ma ormai i suoi scambiatori di calore e suoi ventilatori, che fanno circolare l'anidride carbonica, saranno integrati nel cassone in calcestruzzo armato precompresso direttamente sotto il reattore in grafite, per offrire una maggiore affidabilità e sicurezza all'insieme. Questa disposizione particolare fa prendere ai reattori UNGG una forma di una torre in calcestruzzo alta più di 50 metri. "SL-2" ("EDF5") è una copia di "SL-1" per avere una prima serie omogenea e permettere delle economie di scala. A termine, EDF desidera che l'aumento della potenza si faccia per step, come per le sue centrali termiche. Per semplificare il suo ruolo di coordinatore, EDF riunisce delle competenze per formare i grandi lotti: «caldaia nucleare», «gruppo turboalternatore» e «general contractor», come per le sue centrali termiche. Le aziende possono così raggrupparsi in consorzi per sottoporre le loro offerte ed ottenere l'esperienza richiesta per esportare i loro prodotti.
Quando la costruzione di "Bugey-1" comincia nel 1965, la sua potenza non è ancora stata decisa. Questo reattore doveva essere un nuovo prototipo per aprire la strada verso i reattori da 1.000 MWe, al fine di fare concorrenza ai reattori statunitensi ad acqua leggera, ma il combustibile nucleare che lo permetterebbe, con l'anima in grafite, non è ancora messo a punto. Dopo un anno di indecisione che ritarda ancora il cantiere, è alla fine un reattore da 540 MWe che è costruito, migliorato da un nuovo tipo di combustibile a forma di anello ("INCA") sviluppato con grandi costi. "Bugey-1" doveva essere il primo di una serie di 6 reattori identici. Ma mentre il cantiere prosegue, cominciano ad apparire i limiti fisici della tecnologia "grafite-gas".
Due "incidenti", entrambi di livello 4 nella scala INES si sono verificati nella centrale nucleare di Saint-Laurent: il 19 ottobre 1969 nel reattore n° 1 e il 13 marzo 1980 nel reattore n° 2.
Vandellòs
A partire dal 1968, un reattore UNGG sul modello di quello di Saint Laurent-1 è in costruzione a Vandellòs in Spagna. Esso entra in funzione nel 1972 ed è poi spento definitivamente nel 1990. Il 19 ottobre 1989 si verificò un incendio nella zona delle turbine che causò un'interruzione del sistema di refrigeramento del reattore e un rischio di meltdown nucleare; l'evento fu poi classificato di livello 3 nella scala INES ("guasto grave").

### Abbandono dei reattori UNGG
(André Decelle, direttore generale di EDF, luglio 1967.)

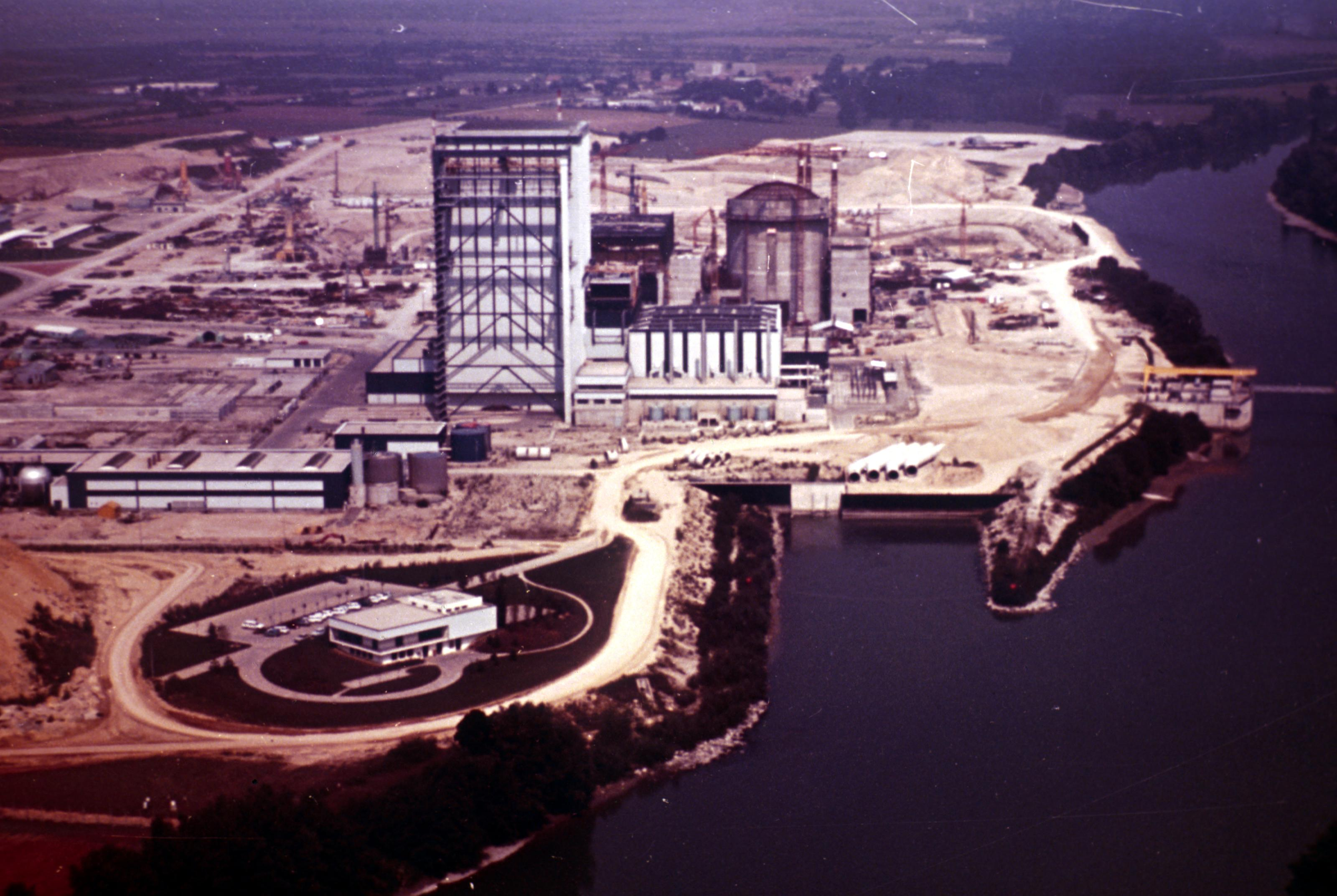
I primi due reattori PWR in costruzione (in secondo piano) e il reattore UNGG della centrale nucleare del Bugey (in primo piano).

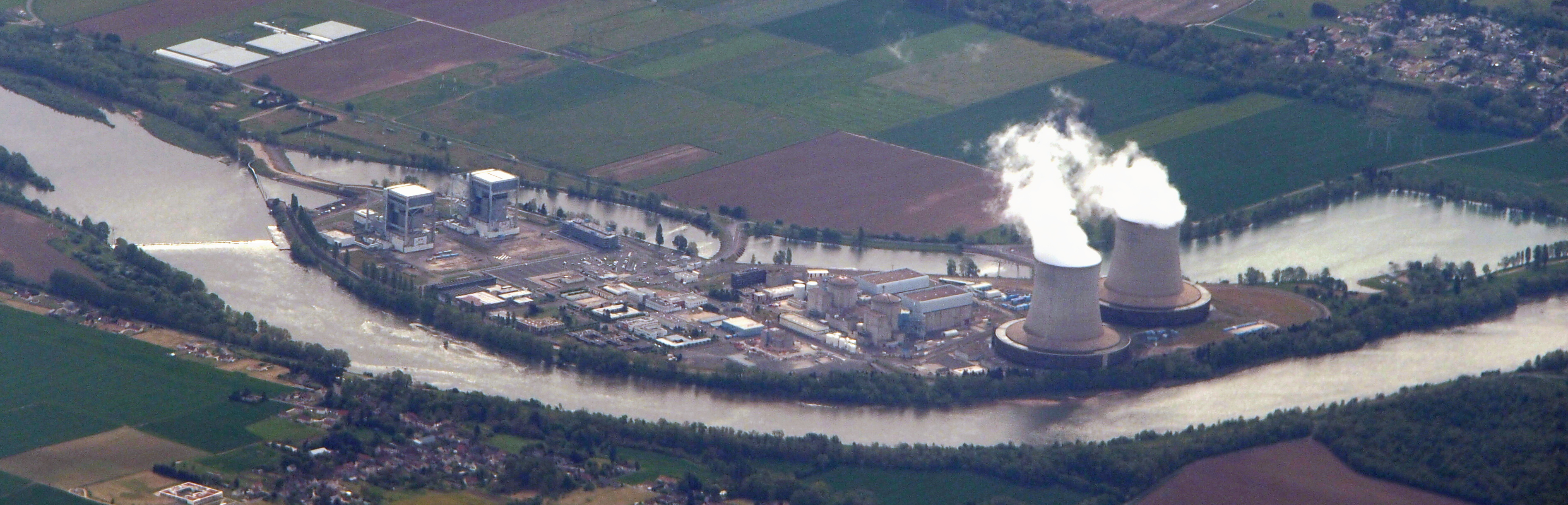
Veduta aerea della centrale nucleare di Saint-Laurent, a sinistra i due reattori UNGG e a destra i due reattori PWR con le loro torri di raffreddamento.

La fine degli anni 1960 sarà marcata dalla «guerra delle filiere» che opponeva due visioni del nucleare: quella del CEA, che sosteneva una filiera nazionale civile e militare utilizzante l'uranio naturale, e quella di EDF, che ricercava la tecnologia la più competitiva per un'utilizzazione strettamente civile.
L'industria del nucleare civile impiegava diverse centinaia di persone in Francia, in particolare nelle imprese:
- GAAA (Groupement Atomique Atlantique Alsacienne), creata dai Chantiers de l'Atlantique e dalla Société Alsacienne de Constructions Mécaniques.
- SOCIA (Société pour l'industrie atomique), fondata da un importante gruppo di imprese, tra cui Schneider et Cie e la Compagnie générale d'électricité.
- SOGERCA (Société Générale pour l'Entreprise de Réacteurs et de Centrales Atomiques), creata paritariamente da Alstom e dalla Société alsacienne de participations industrielles (ALSPI) per realizzare dei reattori BWR.
- Framatome (Société franco-américaine de constructions atomiques), che lavorava alla costruzione di un reattore PWR nella centrale nucleare di Tihange.

Mentre nel dicembre 1965, EDF prevede ancora di realizzare in UNGG l'insieme del parco nucleare francese, questa prospettiva è rimessa in questione a causa dei problemi dei britannici sulla filiera AGR e dal progetto di Fessenheim. Nel giugno 1964, questo sito in Alsazia era stato scelto per sviluppare un reattore UNGG franco-tedesco a condizione che esso sia competitivo, ora gli studi realizzati da RWE mostrano già dal 1965 che contro i reattori ad acqua leggera ciò non sarà vero. Il progetto con la Germania Ovest prende fine, ma il sito di Fessenheim è conservato. Per equipaggiarlo, un concorso è lanciato nel 1966 per una caldaia nucleare da 650 MWe poi da 800 MWe ma, dopo due anni di tergiversazioni, nessun candidato propone una soluzione UNGG competitiva con un mercato internazionale dominato dalla tecnologia statunitense. Durante questo tempo, il rapporto Horowitz-Cabanius (rispettivamente di CEA e EDF), rimesso a fine gennaio 1967, stima il costo del kWh prodotto a 2,67 centesimi di franchi per le centrali ad acqua leggera contro i 3,14 centesimi per le centrali UNGG. Privata di fornitori e di sbocchi all'estero per l'esportazione, la filiera francese non sarà economicamente sostenibile, come conferma il rapporto della commissione PEON del maggio 1969. L'8 luglio 1969, EDF propose, senza crederci, un'ultima soluzione nazionale per Fessenheim: "SL600", dei reattori derivati da quelli di Saint-Laurent-des-Eaux ma portati a 600 MWe grazie all'uso di cartucce di combustibile all'anima in grafite. Dall'altro lato, per salvare l'onore, il CEA propone allora un reattore nucleare ad acqua pressurizzata (PWR) derivato dal reattore navale "PAT" di Cadarache e poi un reattore nucleare ad acqua pesante, più economo in uranio naturale, del quale il prototipo industriale è stato messo in servizio a Brennilis. Nessuna di queste soluzioni è scelta, poiché gli industriali francesi sono scettici all'idea di supportare i rischi tecnici e finanziari legati allo sviluppo di una tecnologia non ancora provata; rischi che sono a carico degli industriali statunitensi nel caso dei PWR e dei BWR.
I reattori UNGG sono stati per lungo tempo sostenuti da Charles de Gaulle, che voleva così assicurare alla Francia, allo stesso tempo, la sua indipendenza energetica e un'influenza tecnologica nel mondo. Ma negli ultimi mesi della sua presidenza, messo al corrente dell'ineluttabilità dell'abbandono della filiera francese dopo il fallimento di Fessenheim, egli accetta malvolentieri la filiera statunitense, a condizione che l'uranio, che sarà consumato, sia arricchito in Europa. Nel settembre 1969, Marcel Boteux, direttore generale di EDF, dichiara su L'Express che la sua impresa desidera realizzare alcune centrali di tipo statunitense. E il 13 novembre, con una decisione interministeriale, il Presidente Pompidou scelse definitivamente la filiera statunitense, per dei motivi economici, ma anche a causa di un incidente con inizio di fusione nucleare nel reattore "SL-1" un mese prima. Il CEA propose quindi di migliorare i PWR statunitensi per francesizzarli rapidamente, ma il progetto «Champlain» resterà teorico nell'urgenza di avviare una filiera dopo il primo choc petrolifero del 1973. Il CEA si orienta quindi verso il controllo del ciclo nucleare, con lo sviluppo del combustibile nucleare MOx e dei reattori autofertilizzanti Phénix e Superphénix.

### Arresto dei reattori UNGG
Il primo reattore UNGG è anche il primo ad essere fermato. Esso è seguito dal primo reattore EDF della centrale nucleare di Chinon (EDF1/Chinon-A1), fermato il 13 aprile 1973 per ragioni finanziarie e convertito in un museo che apre al pubblico il 3 febbraio 1986. I reattori "G2" e "G3" sono fermati rispettivamente il 2 febbraio 1980 e il 28 giugno 1984 per dei motivi d'usura. La produzione di plutonio militare è quindi assicurata dai reattori ad acqua pesante "Célestin I" e "Célestin II", in servizio a Marcoule dal 1967.
A metà degli anni 1970, le centrali nucleari britanniche osservarono un'ossidazione accelerata dei loro componenti metallici dall'anidride carbonica oltre i 360 °C. Per non superare questa temperatura e rallentare la corrosione dell'acciaio, la potenza di tutti gli UNGG in servizio è limitata. I reattori UNGG della centrale nucleare di Saint-Laurent conoscono questi problemi fin dalla loro messa in servizio a causa di un errore di progettazione dei loro scambiatori di calore. Un altro problema, l'usura della grafite del nocciolo del reattore, è particolarmente importante nella centrale nucleare del Bugey a causa della pressione di funzionamento più grande e della potenza più grande per canale del suo combustibile ad anello. Per limitare la corrosione, Bugey-1 non supera i 470 MWe di potenza che eccezionalmente e a partire dal 28 giugno 1984 del metano è inserito nel moderatore ad anidride carbonica, cosa che necessita in contropartita l'utilizzo di uranio debolmente arricchito a 0,76% (U235).
Il secondo reattore di Chinon (EDF2/Chinon-A2), avendo raggiunto i 20 anni di durata di vita programmata, è fermato il 14 giugno 1985. Per Chinon-A3, EDF ordina nel 1982 cinque bracci articolati robotizzati, fatti su misura da Hispano-Suiza, per rinnovarlo, poiché la corrosione, malgrado la riduzione della potenza operativa, è più grave del previsto. Un modello a grandezza naturale del reattore è costruito per ripetere le operazioni da effettuare. Il 4 maggio 1984, Chinon-A3 è fermato e la prima fase dell'operazione "ISIS" comincia. Se EDF rinnova uno dei suoi più vecchi reattori è perché il CEA ha bisogno di plutonio militare per costruire una serie di 400 armi nucleari (bomba al neutrone) e difficilmente potrebbe farlo dopo l'arresto dei suoi reattori a plutonio di Marcoule. Il reattori "Célestins" e "Phénix", che il CEA ha a disposizione, forniscono il materiale fissile ma non in quantità sufficiente (circa 130 kg in totale all'anno), allora che Chinon-A3 ne fornirebbe lui solo fino a 240 kg all'anno. Il reattore è riavviato il 1º dicembre 1987 poi fermato di nuovo dal 14 maggio 1988 al febbraio 1989 per una seconda campagna di riparazioni. La caduta del muro di Berlino lo stesso anno e poi la fine della guerra fredda mettono fine ai programmi di armamanto tattico e quindi al fabbisogno maggiore di plutonio. Chinon-A3, previsto per essere fermato nel 1994, è spento il 15 giugno 1990. Esso è stato comunque il reattore UNGG più a lungo in servizio.
Per delle ragioni economiche, i due reattori UNGG di Saint-Laurent-des-Eaux sono fermati rispettivamente il 18 aprile 1990 (EDF4/SL-1) e il 27 maggio 1992 (EDF5/SL-2), dopo l'utilizzazione completa dei loro stocks di combustibile. Esattamente due anni più tardi è fermato il reattore del Bugey, chiudendo quindi 38 anni di servizio del parco reattori UNGG.
Smantellamento
Lo smantellamento delle centrali nucleari UNGG genererà in Francia circa 23 000 tonnellate di rifiuti radioattivi a grafite di debole attività (LLW) a vita lunga, in particolare il carbonio-14 con una emivita superiore a 5 000 anni.
Nel 2011, 6 reattori UNGG francesi sono in corso di smantellamento in 3 centrali: Bugey, Saint-Laurent-des-Eaux e Chinon. Secondo l'Autorité de sûreté nucléaire (ASN), queste installazioni di prima generazione dovrebbero essere smantellate da EDF entro il 2036. Nel giugno 2016, EDF annuncia tuttavia di modificare il calendario in ragione di difficoltà tecniche imposte da questi smantellamenti, i ritardi potrebbero condurre quindi allo smantellamento completo nel 2115.

## Tecnica
Il reattore nucleare UNGG ha le seguenti caratteristiche principali:
- il combustibile nucleare è l'uranio naturale metallico (0,7% di uranio-235), inguainato in una lega di magnesio e zirconio (nel MAGNOX esso è invece inguainato in una lega di magnesio inossidabile "Magnox");
- il moderatore di neutroni è la grafite;
- il fluido refrigerante è l'anidride carbonica (CO2) gassosa sotto pressione (l'aria nel "G1").

### Reattore

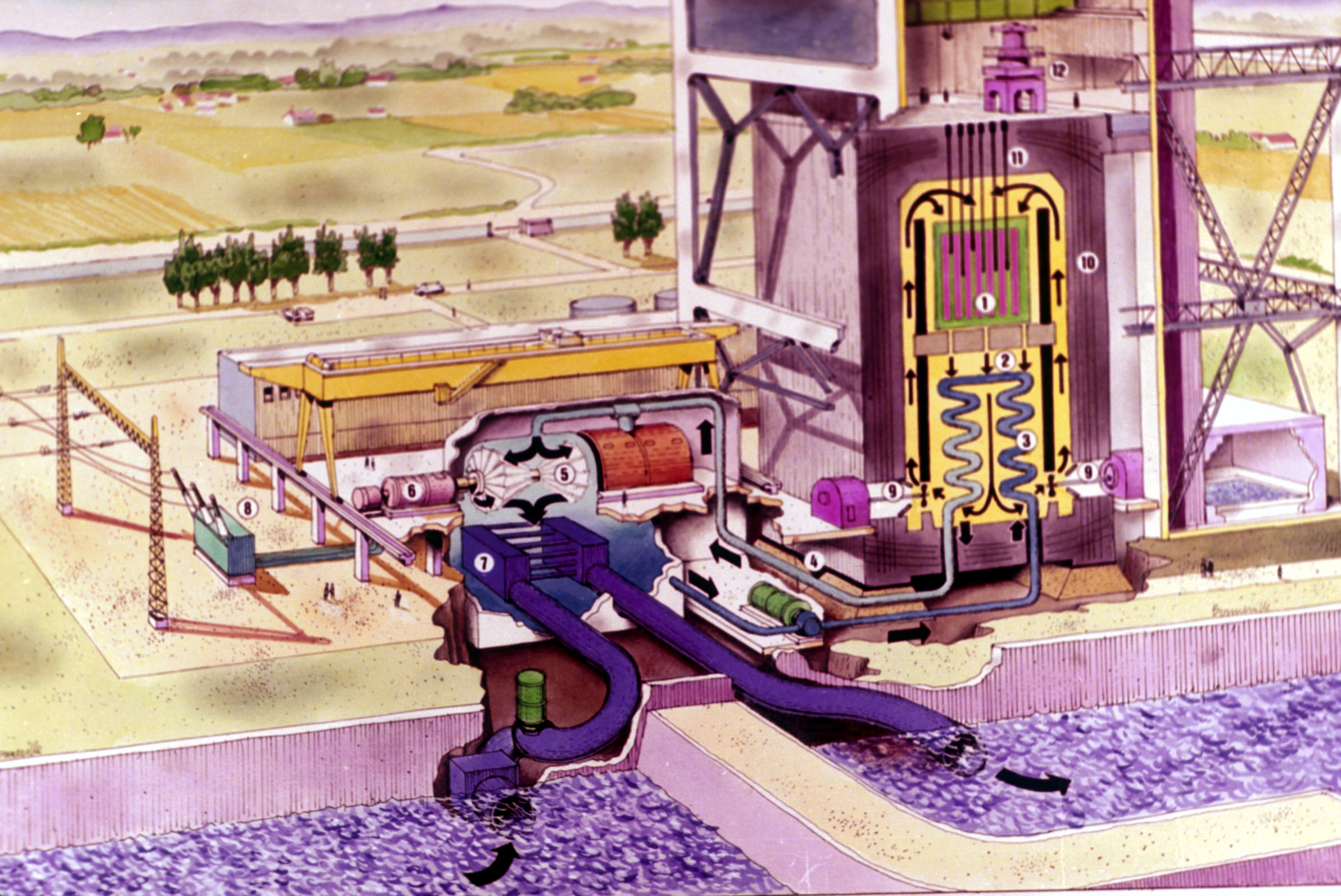
Schema di un reattore nucleare UNGG (nello specifico si tratta della centrale nucleare di Saint-Laurent).

Il nocciolo del reattore UNGG è un blocco moderatore formato da una pila di mattoni esagonali di grafite di qualità nucleare, bucati da canali nei quali sono introdotte le cartucce di combustibile e le barre di controllo. L'orientamento dei canali del combustibile, inizialmente orizzontale sui reattori plutogeni ("G1", "G2" e "G3"), è poi divenuto verticale con i reattori elettrogeni seguenti. All'esterno del blocco moderatore dei mattoni di grafite servono da deflettore per limitare la perdita di neutroni. Nelle centrali di Saint-Laurent-des-Eaux e del Bugey dei tubi di grafite di supporto separano il nocciolo dagli scambiatori di calore situati immediatamente al di sotto e permettono di limitare l'attivazione neutronica di questi ultimi. Su ogni canale di combustibile sono montati dei termometri, flussimetri e un sistema di controllo di rottura della guaina (DRG) che funziona rivelando la presenza di prodotti di fissione nel gas moderatore.
Il nocciolo del reattore è chiuso in un cassone di calcestruzzo precompresso di diversi metri di spessore, che può contenere sia tutto il circuito di CO2 e il suo scambiatore di calore (nel caso dei reattori di Saint-Laurent-des-Eaux e del Bugey), sia unicamente il nocciolo del reattore. In questo secondo caso, il circuito di CO2 usciva dal cassone per attraversare un generatore di vapore situato a prossimità del nocciolo (Chinon) o all'esterno dell'edificio del reattore (Marcoule).
Il fluido refrigerante, circolante tra le cartucce di combustibile e la grafite, è sotto una pressione che andava dalla pressione atmosferica per "G1" a 42 bar per Chinon-1. Una pressione più elevata permette di diminuire il flusso di gas per una medesima quantità di calore estratta e quindi riduce ugualmente la potenza dei ventilatori necessari per farla circolare. Il senso di circolazione del gas, longitudinale nelle pile di Marcoule, è dal basso verso l'alto nei reattori di Chinon per approfittare della convezione naturale e dall'alto verso il basso nei reattori di Saint-Laurent-des-Eaux e del Bugey perché i loro scambiatori di calore sono situati immediatamente al di sotto del nucleo. Quest'ultima disposizione, oltre alla sua maggiore sicurezza, permette di semplificare il costoso sistema di manutenzione del combustibile che è meglio raffreddato e non rischia di lasciar «volare» le cartucce nel flusso di gas ascendente.
| Sito nucleare                             | Marcoule    | Marcoule    | Marcoule    | Chinon    | Chinon    | Chinon    | Saint-Laurent | Saint-Laurent | Bugey     |
| Nocciolo                                  | G1          | G2          | G3          | EDF1      | EDF2      | EDF3      | EDF4          | EDF5          | Bugey-1   |
| ----------------------------------------- | ----------- | ----------- | ----------- | --------- | --------- | --------- | ------------- | ------------- | --------- |
| Orientamento                              | Orizzontale | Orizzontale | Orizzontale | Verticale | Verticale | Verticale | Verticale     | Verticale     | Verticale |
| Lunghezza (m)                             |             | 9,05        | 9,05        | 10,02     | 0,4       |           | 10,02         | 10,02         |           |
| Diametro (m)                              |             | 9,53d       | 9,53d       | 9,5       | 12,2      |           | 16            | 16            |           |
| Massa di grafite (t)                      | 1.200       | 1.300       | 1.300       | 1.120     | 1.650     | 2.350     | 2.572         | 2.440         | 2.039     |
| Numero di canali                          |             | 1.200       | 1.200       | 1.148     | 1.977     |           |               |               | 852       |
| Temperatura del gas (°C)                  | 230         | 400         | 400         | 360       | 390       | 410       | 430           | 470           | 450       |
| Pressione del gas (bar)                   | 1           | 15          | 15          | 25        | 25        | 27        | 27            | 29            | 43        |
| d : Il nocciolo ha la forma di un prisma. |             |             |             |           |           |           |               |               |           |

### Combustibile

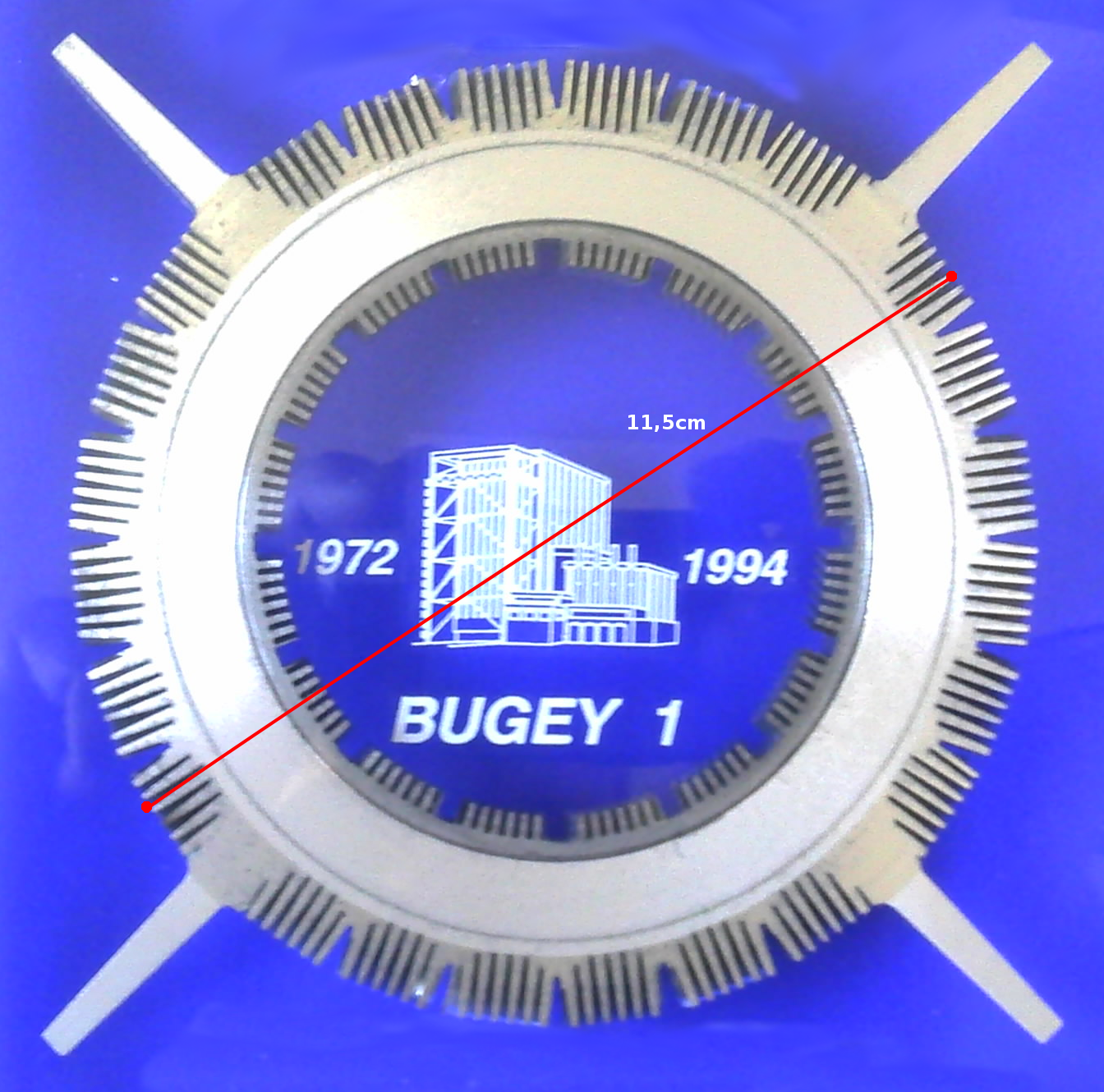
Sezione di una cartuccia di combustibile ad anello INCA della centrale nucleare del Bugey.

Il combustibile nucleare degli UNGG è una lega di uranio naturale metallico e di molibdeno (1,1%) inguainato in una lega di magnesio e zirconio (0,6%). Con l'ottimizzazione dei reattori la forma delle cartucce di combustibile è cambiata. Da una barra di 26 cm di lunghezza per 3,1 cm di diametro ("G2" e "G3"), essa è diventata un tubo riempito di elio di 56 cm di lunghezza di diametro crescente con la potenza dei reattori e infine un anello di 0,5 cm di diametro (Bugey-1) raffreddato esteriormente ed interiormente. Per aumentare ancora l'efficienza degli scambi termici, queste differenti forme erano tutte munite di alette in forma di chevron (< >). Per aumentare i rendimenti della fissione, essere erano inserite in un tubo, o camicia, di grafite a partire da EDF2. Delle cartucce di combustibile tubolare ad anima in grafite furono anche testa sui reattori di Saint-Laurent-des-Eaux.
Su tutti gli UNGG escluso EDF1, la ricarica del combustibile poteva essere effettuata in marcia. Sui reattori di Marcoule un macchinario di carico di connetteva ermeticamente ad un canale per inserirvi una barra di combustibile nuovo. La barra usata corrispondente, all'altra estremità de canale, scivolava lungo un scivolo nella piscina dove essa si raffreddava per diverse settimane prima di essere inviata per il riprocessamento.
| Sito nucleare  | Marcoule | Marcoule | Marcoule | Chinon                     | Chinon                     | Chinon                     | Saint-Laurent              | Saint-Laurent              | Bugey    |
| Combustible    | G1       | G2       | G3       | EDF1                       | EDF2                       | EDF3                       | EDF4                       | EDF5                       | Bugey-1  |
| -------------- | -------- | -------- | -------- | -------------------------- | -------------------------- | -------------------------- | -------------------------- | -------------------------- | -------- |
| Formato        | Barra    | Barra    | Barra    | Tubo chiuso alle estremità | Tubo chiuso alle estremità | Tubo chiuso alle estremità | Tubo chiuso alle estremità | Tubo chiuso alle estremità | Anello   |
| Diametro (cm)  |          | 3,1      | 3,1      | 3,5                        | 4                          | 4,3                        | 4,3                        | 4,3                        | 9,5      |
| Lunghezza (cm) |          | 26       | 26       | 56                         | 56                         | 56                         | 56                         | 56                         | 56       |
| Lega           |          | Si-Cr-Al | Si-Cr-Al | U-Mo (0,5%)                | U-Mo (1%)                  | U-Mo (1%)                  | U-Mo (1%)                  | U-Mo (1%)                  | Si-Cr-Al |

### Vantaggi e inconvenienti
Vantaggi
- Nessuno costoso arricchimento dell'uranio è necessario per far funzionare un reattore UNGG. La grafite assorbe sufficientemente poco i neutroni e così la debole concentrazione in isotopo fissile dell'uranio naturale (0,7% di uranio-235) rimane sufficiente sostenere una reazione a catena;
- Il debole rapporto potenza-peso apporta una molto grande inerzia termica in caso di perdita di controllo del nocciolo del reattore, circa 45 volte superiore a quella dei PWR attuali;
- La capacità di essere ricaricato in marcia (tranne EDF1) permette di irradiare facilmente il combustibile su dei brevi periodi per produrre del plutonio di qualità militare (poco contaminato in plutonio-240) e di aumentare il fattore di capacità del reattore.

Inconvenienti
- Nessuna struttura secondaria di confinamento;
- Al di là di una certa potenza (> 600 MWe) il reattore diventa instabile e quindi difficile da controllare. Il nocciolo si divide in differenti zone dal comportamento neutronico indipendente;
- I CO2 ad alta pressione e ad alta temperatura (> 360 °C) è corrosivo per l'acciaio e la grafite, accelerando l'usura del reattore;
- Il combustibile non può essere stoccato per lunghi periodi nelle piscine perché la sua inguainatura non resiste all'acqua. Esso deve essere quindi rapidamente riprocessato.
- Il debole tenore in isotopo fissile dell'uranio naturale conduce a dei tassi di combustione modesti (< 6.000 MWj/t)[39], cosa che necessita una sostituzione frequente del combustibile, e quindi un dispositivo di riprocessamento importante;
- I circuiti di raffreddamento sono voluminosi perché la capacità di trasporto del calore (capacità termica) dipende dalla densità della materia e a volume uguale un gas trasporta molto meno calore che un liquido. Il reattore Bugey-1, di una potenza quasi otto volte superiore a quella di EDF1, dimostra che questo aumento è ottenuto con un nocciolo del reattore appena più voluminoso (2.039 tonnellate di grafite contro 1.120 t), ma dal lato delle strutture di raffreddamento il volume necessario aumenta molto rapidamente. Chinon-A3 raggiunge così una potenza difficile a superare a causa della dimensione delle condotte di raffreddamento, e quindi degli edifici che le contengono. Per ottenere una maggiore potenza, bisogna abbandonare il raffreddamento a gas e passare al raffreddamento a liquido. Questa sarà quindi la filiera PWR dei reattori ad acqua pressurizzata, della quale un reattore dimostrativo è stato realizzato a Chooz (nelle Ardenne). Tuttavia, i reattori PWR non possono funzionare con l'uranio naturale e necessitano quindi di uranio arricchito, che deve essere acquistato negli Stati Uniti, uno dei pochi paesi a possederne. Bisognerà quindi attendere la creazione di una filiera di arricchimento dell'uranio in Francia (impianto Georges-Besse I a Pierrelatte) per lanciare la generazione dei reattori PWR francesi.

### Tecnologie simili
Altre varianti o evoluzioni del reattore GCR – oltre ad UNGG, MAGNOX e AGR – alimentati a uranio arricchito (invece di uranio naturale), moderati a grafite e refrigerati ad elio (He invece di CO2) sono:
- Gas turbine modular helium reactor (GT-MHR)
- Ultra-High Temperature Reactor EXperiment (UHTREX)
- Very High Temperature Reactor (VHTR), detto anche High-Temperature Gas-cooled Reactor (HTGR) - reattore nucleare a temperatura molto alta, moderato a grafite e refrigerato ad elio (IV Gen);
- Pebble-Bed Reactor (PBR), moderato a ciottoli (pebbles) di grafite e refrigerato a gas inerte (He, N o CO2).

Altri reattori utilizzano la grafite come moderatore o il gas come refrigerante:
- RBMK [in russo Реактор большой мощности канальный (РБМК)?, Reaktor bolʹšoj moščnosti kanalʹnыj (RBMK)] - moderato a grafite e refrigerato ad acqua leggera;
- EGP-6 [in russo Энергетический Гетерогенный Петлевой реактор с 6-ю петлями циркуляции теплоносителя (ЭГП-6)?, Ènergetičeskij Geterogennыj Petlevoj reaktor s 6-ju petljami cirkuljacii teplonositelja (ÈGP-6)] - moderato a grafite e refrigerato ad acqua leggera;
- Heavy Water Gas-Cooled Reactor (HWGCR) - reattore nucleare ad acqua pesante refrigerato a gas, moderato a acqua pesante e refrigerato ad anidride carbonica;
- Gas-cooled Fast Reactor (GFR) - reattore nucleare veloce autofertilizzante, non moderato e refrigerato ad elio (IV Gen).

## Lista di reattori nucleari UNGG
Tutti i reattori costruiti sono stati dismessi
| Reattori dismessi                            |                       |                               |                |                    |                   |                         |                        |                        |
| Centrale – Reattore                          | Potenza termica (MWt) | Potenza elettrica netta (MWe) | Fornitore NSSS | Inizio costruzione | Prima criticità   | Allacciamento alla rete | Produzione commerciale | Spegnimento permanente |
| Bugey (Francia) – Reattore 1                 | 1954                  | 540                           | Framatome      | 1º dicembre 1965   | 21 marzo 1972     | 15 aprile 1972          | 1º luglio 1972         | 27 maggio 1994         |
| Chinon (Francia) – Reattore A1 (EDF1)        | 300                   | 70                            | LEVIVIER       | 1º febbraio 1957   | 16 settembre 1972 | 14 giugno 1963          | 1º febbraio 1964       | 16 aprile 1973         |
| Chinon (Francia) – Reattore A2 (EDF2)        | 800                   | 180                           | LEVIVIER       | 1º agosto 1959     | 17 agosto 1964    | 24 febbraio 1965        | 24 febbraio 1965       | 14 giugno 1985         |
| Chinon (Francia) – Reattore A3 (EDF3)        | 1170                  | 360                           | GTM            | 1º marzo 1961      | 1º marzo 1966     | 4 agosto 1966           | 4 agosto 1966          | 15 giugno 1990         |
| Marcoule (Francia) – Reattore G2             | 260                   | 39                            | Cogema         | 1º marzo 1955      | 21 luglio 1958    | 22 aprile 1959          | 22 aprile 1959         | 2 febbraio 1980        |
| Marcoule (Francia) – Reattore G3             | 260                   | 40                            | Cogema         | 1º marzo 1956      | 11 luglio 1959    | 4 aprile 1960           | 4 aprile 1960          | 20 giugno 1984         |
| Saint-Laurent (Francia) – Reattore A1 (EDF4) | 1650                  | 390                           | Framatome      | 1º ottobre 1963    | 7 gennaio 1969    | 14 marzo 1969           | 1º giugno 1969         | 18 aprile 1990         |
| Saint-Laurent (Francia) – Reattore A2 (EDF5) | 1475                  | 465                           | Framatome      | 1º gennaio 1966    | 4 luglio 1971     | 9 agosto 1971           | 1º novembre 1971       | 27 maggio 1992         |
| Vandellòs (Spagna) – Reattore 1              | 1670                  | 480                           | CEA            | 21 giugno 1968     | 11 febbraio 1972  | 6 maggio 1972           | 2 agosto 1972          | 31 luglio 1990         |

| Paese   | Reattore          | Fornitore NSSS | MWt | MWe | Inizio costruzione | 1ª reazione | Shutdown |
| ------- | ----------------- | -------------- | --- | --- | ------------------ | ----------- | -------- |
| Francia | Marcoule G-1 (G1) | Cogema         | 46  | 5   | 1955               | 1956        | 1968     |